# AH-1W (航空機)
AH-1W スーパーコブラ
アメリカ海兵隊第167軽攻撃ヘリコプター飛行隊のAH-1W
- 用途：対地・対戦車攻撃
- 分類：攻撃ヘリコプター
- 製造者：ベル・ヘリコプター・テキストロン（ベル・エアクラフト）
- 運用者：
  -  アメリカ合衆国（アメリカ海兵隊）
  -  イラン（イラン陸軍）
  -  台湾（台湾陸軍）
  -  韓国（韓国陸軍）
  -  トルコ（トルコ陸軍）
- 初飛行：1983年11月16日
- 生産数：1,271機
- 運用開始：1986年
- 退役：2020年10月19日(アメリカ海兵隊)
- 運用状況：現役
- ユニットコスト：1,070万ドル
- 原型機：AH-1
- 派生型：AH-1Z

AH-1W スーパーコブラ（英語: AH-1W SuperCobra）は、アメリカ海兵隊の要求に基づいてベル・ヘリコプター・テキストロン（ベル・エアクラフト）社が開発したAH-1 コブラの発展型である。形式のWのフォネティックコードから非公式に「ウィスキーコブラ（Whiskey Cobra）」とも呼ばれる。現在では、AH-1Wをさらに発展させたAH-1Z ヴァイパーも登場している。
本記事では、前身となるAH-1J シーコブラ（AH-1J SeaCobra）とAH-1T インプルーブド・シーコブラ（AH-1T Improved SeaCobra）についても解説する。

## 開発経緯

### アメリカ海兵隊のAH-1導入計画

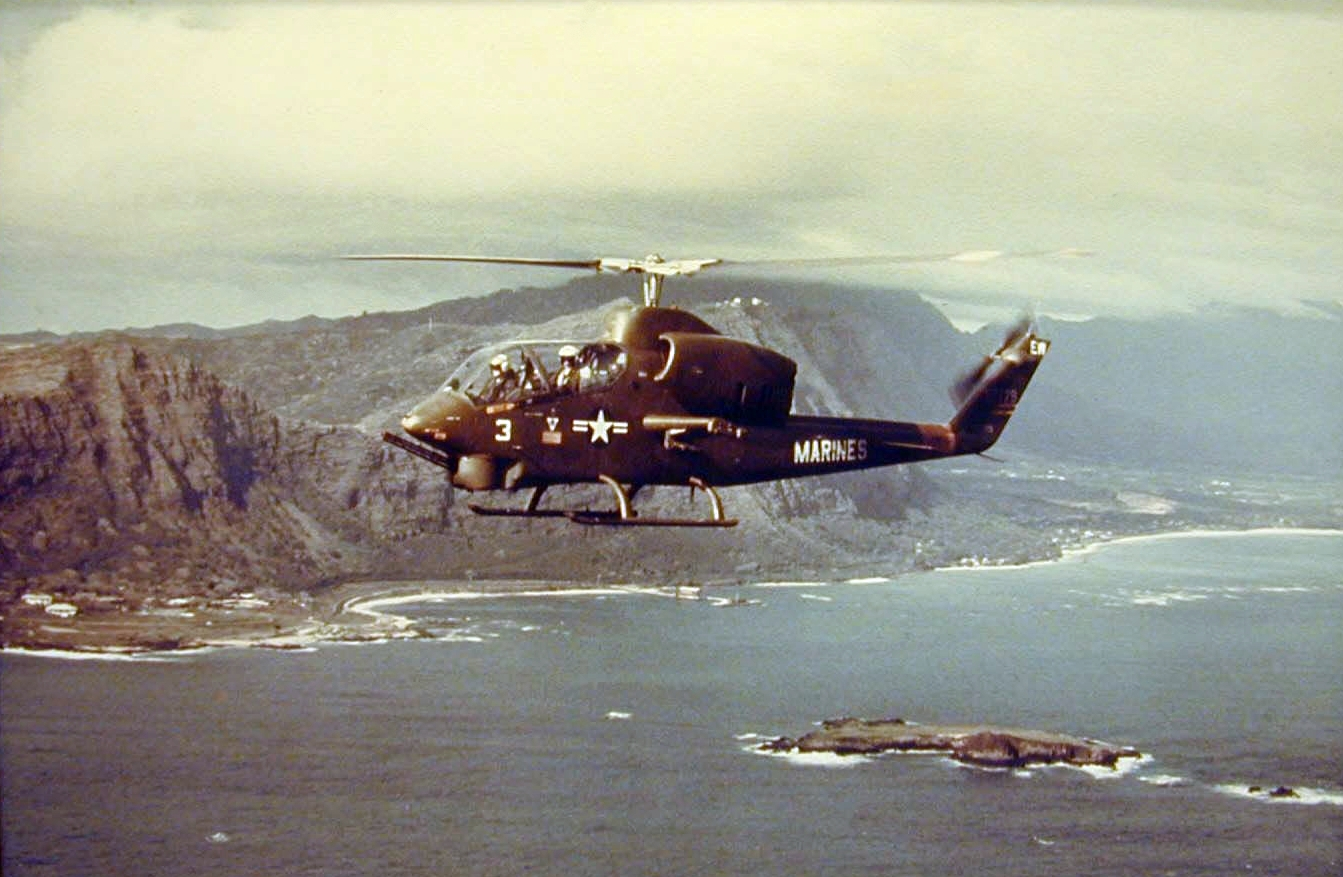
AH-1J シーコブラ

1967年にアメリカ陸軍へ配備されたAH-1G コブラは、ベトナム戦争で予想通りの戦果を上げ、アメリカ海兵隊でもAH-1の装備を1968年5月29日に決定した。アメリカ海兵隊での運用は、洋上の強襲揚陸艦などから発進して海岸線付近の友軍地上部隊を支援し、また、発進した艦船に帰投するなど、長い洋上飛行が想定されていた。このため、エンジンを双発化して、1基が故障などで停止しても飛行できることが求められた。
こうした要求からアメリカ海兵隊は、AH-1のエンジンにツインパックのプラット・アンド・ホイットニー・カナダ社製T400ターボシャフトエンジンを選定、M197 20mm機関砲ターレットと共に海兵隊向けAH-1に搭載されてAH-1J シーコブラと命名された。
AH-1J先行量産型初号機は1969年10月14日にロールアウトし、第一次発注分の49機が1970年中期から引き渡しが開始され、早速ベトナム戦争に投入された。1973年初めには20機を追加発注し、1974年4月-1975年2月にかけて納入された。しかしその性能は海兵隊の要求を完全には満たしておらず、さらなる改良が進められることとなる。

### AH-1TからAH-1Wの開発へ

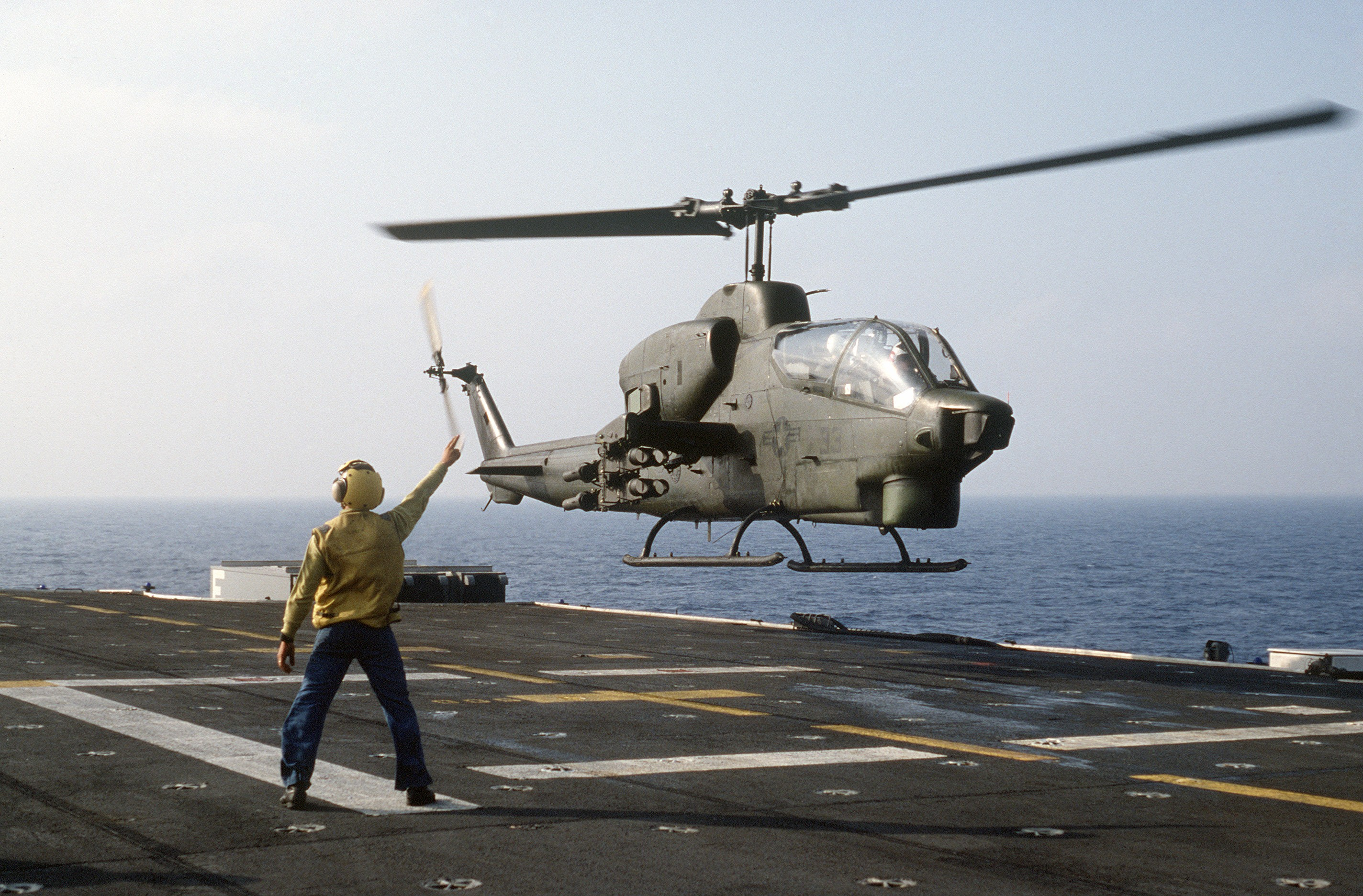
AH-1T

ベル社では、アメリカ海兵隊向けの発達型としてモデル309 キングコブラを開発し、1971年9月に初飛行させた。しかし、アメリカ海兵隊ではこのキングコブラを採用せず、エンジンを出力向上型へ換装するとともに大出力化対応として駆動システムに民間型のモデル214のものを使ったAH-1Tの装備へと進んだ。
AH-1Tは1975年6月に発注され、初号機は1976年5月20日に初飛行した。1977年10月15日からアメリカ海兵隊への引き渡しが開始され、57機発注されたうちの51機は後にBGM-71 TOW対戦車ミサイルを携行できるようになり、機首にはM65 TOW照準器が付けられた。AH-1Tはグレナダ侵攻などで実戦投入されている。
アメリカ海兵隊ではAH-1Tにより高い作戦能力を求め、さらなる発展型の装備を計画した。この発展型には最大推力1,285kWのゼネラル・エレクトリック製T700-GE-700ターボシャフト・エンジンを双発装備することとし、AH-1TをT700-GE-401に換装したAH-1T+試作試験機が製作され、1983年11月16日に初飛行した。AH-1T+は主にエンジンの実証試験に使用され、飛行試験中には量産型に向けての各種改修も施された。
アメリカ海兵隊では、1985会計年度にまず22機を発注し、以後装備を進めることとなった。量産型にはAH-1Wの名称が与えられ、新造機169機、整備訓練用に2機が生産された。また、AH-1Jは全機退役させるが、AH-1Tは42機をAH-1W規格に改修することとした。
また、AH-1Wの兵装システムは当初、AH-1Tと同様であったが、1990年代に入ると性能向上改修第1段階が開始され、イスラエルのIAI-タマム製夜間目標指示システム（NTS）を装備することにより、AGM-114ヘルファイアやTOW対戦車ミサイルを昼夜間および天候状況を問わず使用できるようになった。また、就役後期には赤外線放出を抑えたエンジン排気口を追加装備している。
AH-1Wは湾岸戦争で初めて実戦投入され、同戦争で投入された攻撃ヘリコプターで最も高い稼働率を記録している。

### AH-1W近代化プログラムとAH-1Zへの発展

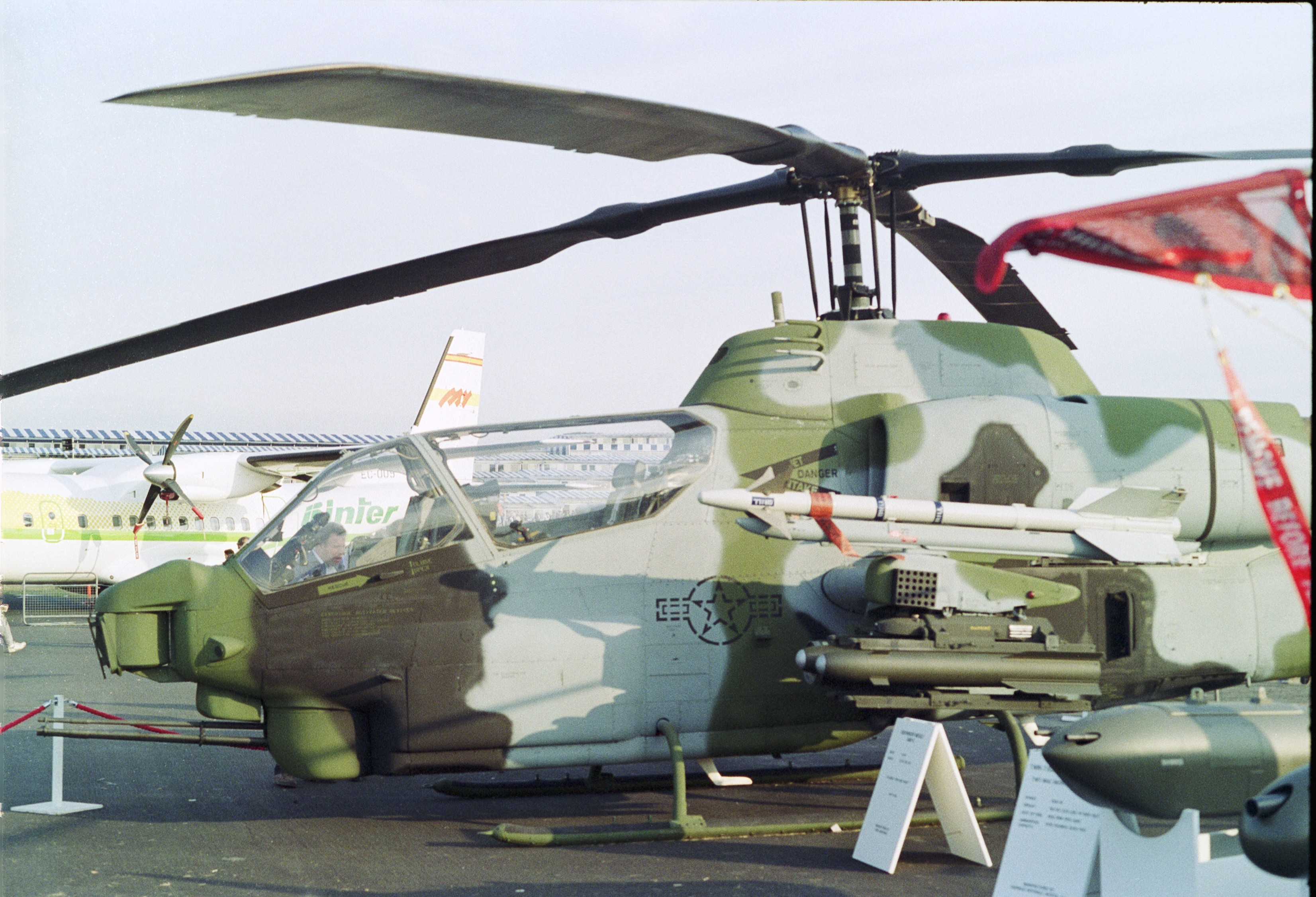
1990年のファーンボロー国際航空ショーで展示されたAH-1Wの4枚ブレード型AH-1(4B)W。後のAH-1Zへの改良案として発表された。

AH-1Wのアップグレード作業と並行して、AH-1W近代化計画としてAH-1(4B)Wが開発され、トランスミッションの出力増加、メインローターの4枚化、安定板の設計変更、グラスコックピット化、軍規格1553Bデジタル・データバスの二重装備、小翼の大型化などの改善が盛り込まれた。ただ、この近代化計画は後に変更が加えられ、AH-1Z ヴァイパーとして実用化された。
AH-1Z計画は、海兵隊が装備するUH-1N ツインヒューイの性能向上と並行して行うもので、共通の性能向上型コンポーネントを使うことで改修費用抑制も狙っている。性能向上項目としては、新型4枚ブレードのメインローター、新型トランスミッションの採用、先進の統合電子機器/フルカラー・グラスコックピットの装備、対電磁波能力および塩害対策仕様、T700-GE-401Cエンジンの装備などで、AH-1Zではこれらに加えて、第3世代の光学センサー・システムの装備、広範な搭載兵装が加えられる。
1996年に海兵隊はAH-1Z計画を進める方針を固め、同年11月15日にベル社へ開発契約を与えた。これに基づいて3機の試作機が製作され、2000年11月20日に試作初号機NAH-1Zが工場より初出荷され、同年12月7日に初飛行した。NAH-1Zによる飛行試験中に水平安定板の設計変更が必要であることが判明し、試作2号機の改修作業に遅れが生じた。この結果、量産改修も2004会計年度からの承認となり、初期作戦能力（IOC）獲得も2007年に変更された。量産改修が開始されれば、2004および2005会計年度は低率初期生産（LRIP）となるが、2006会計年度以降は作業が最大となり、年間24機のAH-1WがAH-1Zに再生される予定で、海兵隊では180機のAH-1Wを改造して配備する計画としている。
その後2020年10月19日に海兵隊から最後の機体が退役し、海兵隊での34年の就役期間に幕を閉じた。

## 性能・主要諸元

### AH-1W
- 主回転翼直径：14.63m
- 全長：17.68m
- 胴体長：13.87m
- 全高：4.44m
- 円板面積：168.1m²
- 空虚重量：4,953kg
- 最大離陸重量：6,690kg
- 兵装搭載量：2,065kg
- 発動機：ゼネラル・エレクトリック製T700-GE-401ターボシャフトエンジン×2基・推力1,285kW
- 超過禁止速度：190kt/351.9km/h=M0.29
- 最大水平速度：152kt/281.5km/h=M0.23
- 最大巡航速度：150kt/277.8km/h=M0.23
- 実用上昇限度：4,270m
- ホバリング高度限界：4,495m（IGE）/3,915m（OGE）
- 航続距離：280nm=520km（機内燃料のみ）
- 乗員:2名
- 兵装
  - 固定武装 
    - M197 3砲身20mm機関砲×1 装弾数750発

  - 通常武装(いずれかを翼下のハードポイント4カ所に装備) 
    - AIM-9 サイドワインダー空対空ミサイル×4発
    - AIM-92 スティンガー空対空ミサイル×4発
    - BGM-71 TOW対戦車ミサイル×4発
    - AGM-114 ヘルファイア対戦車ミサイル×4発
    - 127mmズーニー16連装ロケット弾LAU-10D/Aランチャー×4基
    - Mk.40型7発内蔵ハイドラ70ロケット弾ポッド×4基
    - Mk.40型19発内蔵ハイドラ70ロケット弾ポッド×4基

## 派生型
AH-1J
アメリカ海兵隊向けのAH-1
AH-1J インターナショナル
エンジンをAH-1Tと同じにし、TOWミサイルの運用を可能にした輸出向けのAH-1J
AH-1T
AH-1Jのエンジン換装型
AH-1W
AH-1Tの発展型
AH-1Z
AH-1Wの近代化改修型
AH-1ROドラキュラ
ルーマニアが導入を計画していた、スキッドを車輪に変更するなどの独自改良を施したモデル。実現せず。
IAIO トゥーファン(ペルシア語: توفان)
イランがAH-1Jを元に国産化したもの。I型とII型が存在する。

## 採用国

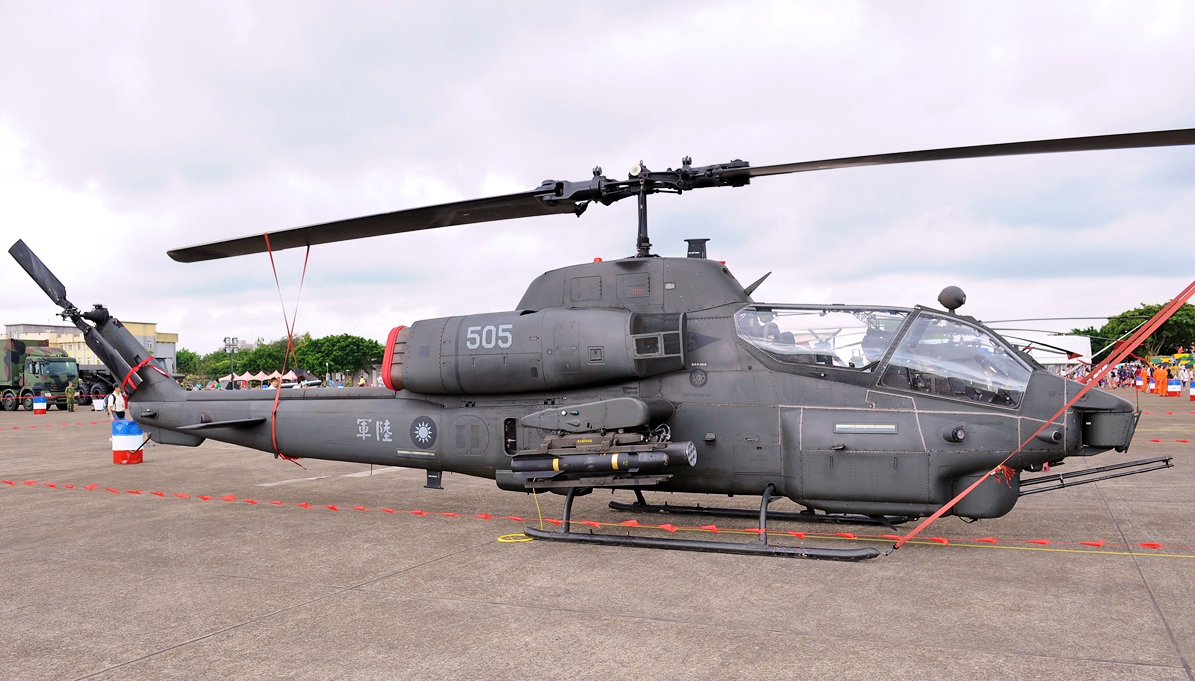
中華民国陸軍のAH-1W

アメリカ合衆国
- アメリカ海兵隊

 イラン
- イラン陸軍

イスラム革命勃発前にAH-1Jを導入。イラン・イラク戦争では、部品不足に悩まされるものの、いわゆるイラン・コントラ事件に代表される闇ルートからの補給により実戦投入ができる程度に回復し、カルバラ第5号作戦などに投入された。イラク側のMi-24と史上初となるヘリコプター同士の空中戦を行ったという記録もあり、イラン側は6機のMi-24撃墜を主張している。戦後は部品の国産化が進められ、現在でも運用されている。
革命後、アメリカ製航空機の部品供給が断たれたイランでは、中国などの支援を受けてベル 206の改良コピー機シャバビズ 2061やUH-1の改良コピー機の生産を実現しており、その流れでAH-1Jを元に、イランのIAIO(Iran Aviation Industries Organization)によって国産化されたものが、“ペルシア語: توفان”（アルファベット転化：Toophan/Toufan.「台風」の意）の名称で開発されており、原型のAH-1Jほぼそのままの設計のI型と、火器管制装置その他に改良を加えられたII型が存在している。Toufan Iは2010年5月に、Toufan IIは2013年1月に公表された。ただし、信憑性には疑問があり、既存の機体の改造に留まっているという説もある。

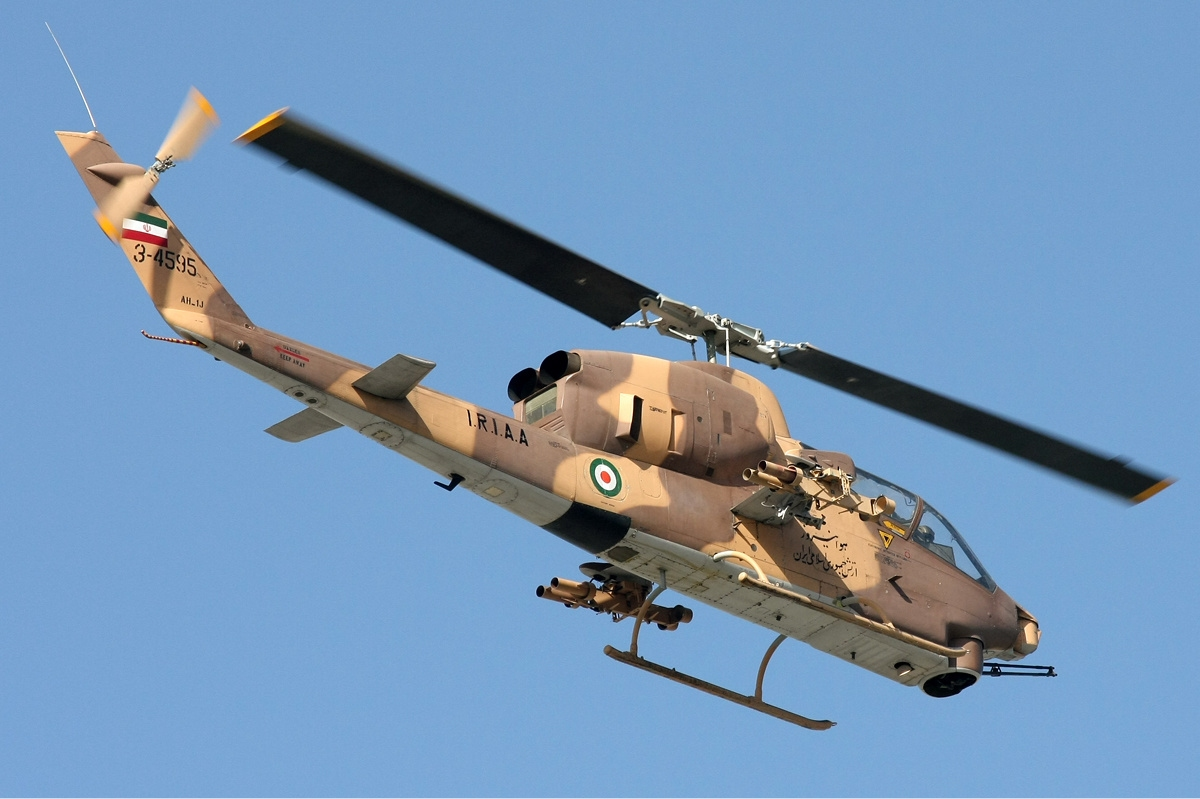
イラン陸軍のAH-1J
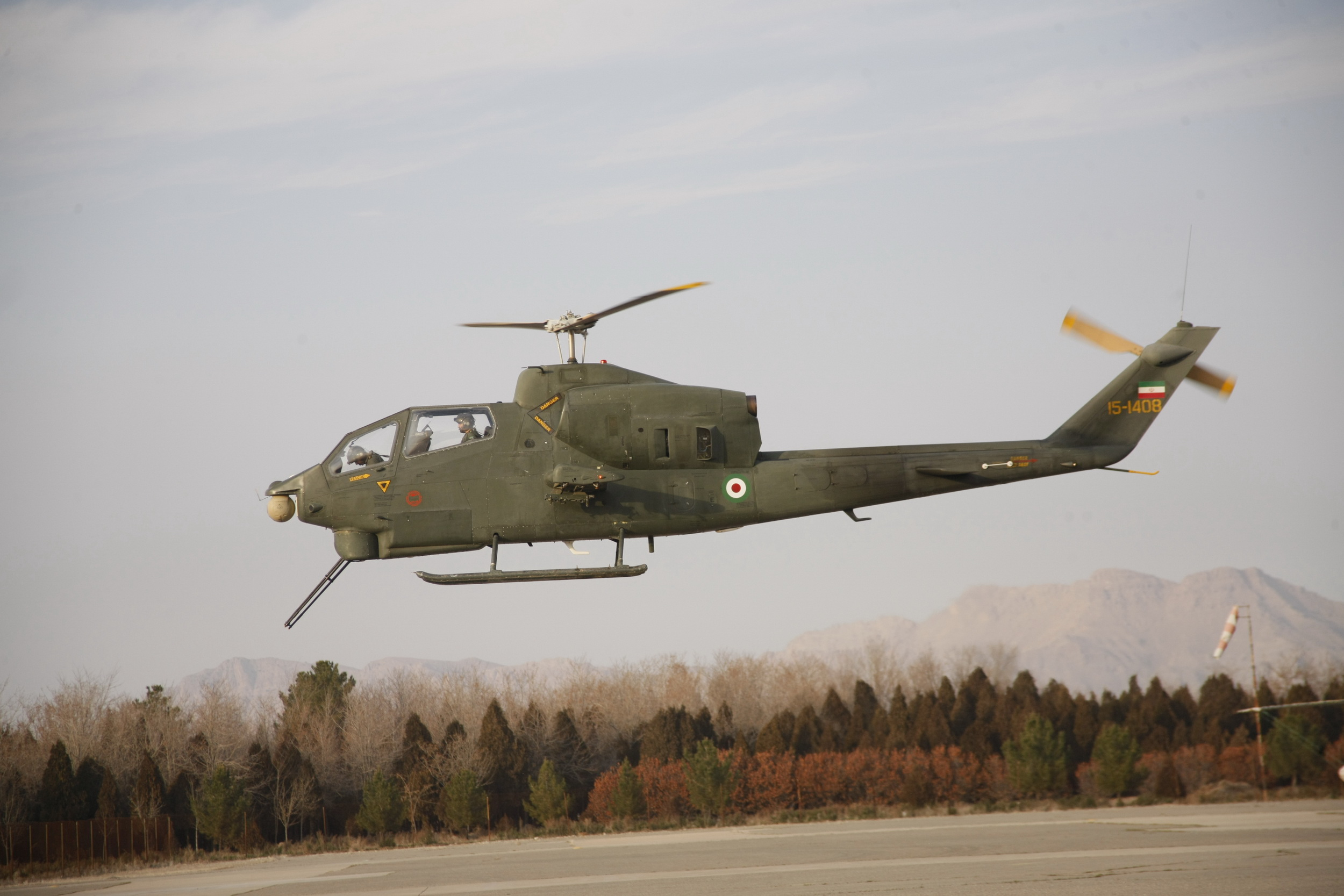
Toufan II （2013年1月20日の撮影）

 韓国
- 韓国陸軍
AH-1Jを導入。

 中華民国
- 中華民国陸軍
AH-1Wを導入。

 トルコ
- トルコ陸軍
AH-1Wを導入。クルディスタン労働者党への攻撃に投入されている。

## 参考書籍
- 青木謙知編、2007、『J-wings戦闘機年鑑 2007-2008』 イカロス出版 ISBN 4-87149-939-1
- 『航空ファン別冊 アメリカ軍用機1945～1987 海軍機/陸軍機』 文林堂